# Обнорский, Николай Петрович
Никола́й Петро́вич Обно́рский (2 мая 1873, Санкт-Петербург — 1949, Молотов) — российский и советский филолог, профессор, преподаватель зарубежной литературы и латыни, учёный-энциклопедист, заведующий кафедрой иностранных языков историко-филологического факультета (1932—1941), создатель фундаментальной библиотеки Пермского университета; брат лингвиста, академика АН СССР Сергея Обнорского.

## Биография
В 1896 году Николай Обнорский успешно окончил по классическому отделению Санкт-Петербургский университет, а затем продолжил обучение на романо-германском отделении. После окончания последнего был оставлен при столичном университете для подготовки к профессорскому званию. Обнорский хорошо владел латынью и греческим языком, свободно читал на всех основных европейских языках.
На протяжении десяти лет Николай Обнорский активно сотрудничал с издательством Брокгауза и Ефрона помогая ему в создании Энциклопедического словаря, для которого написал множество статей (большей частью из области античной истории).
В 1916 году профессор Обнорский переехал из столицы Российской империи в город Пермь, где активно трудился над становлением Пермского университета, став одним из ведущих преподавателей историко-филологического факультета.
В 1917 году он стал первым директором фундаментальной библиотеки университета.
В мае 1921 года постановлением факультета общественных наук Пермского университета Николай Петрович был избран доцентом кафедры античной культуры (литературы).
Когда в 1931 году из ряда факультетов Пермского университета выделились институты — педагогический, медицинский, сельскохозяйственный, то основной фонд библиотеки этих вузов составили книги и журналы, укомплектованные Н. П. Обнорским. Приказом З. И. Красильщик с 13 апреля 1930[уточнить] Н. П. Обнорский был освобождён от обязанностей директора библиотеки как «не могущий обеспечить перестройку библиотеки в соответствии с задачами социалистического строительства».
Профессор П. С. Богословский в письме по поводу 75-летия со дня рождения Н. П. Обнорского отметил:

Н. П. Обнорский был создателем мощного университетского книжного хранилища в Перми, где неизменно и равномерно были представлены интересы науки в целом.

З. Д. Филиных, отработавшая 39 лет в библиотеке ПГУ, подчёркивает вклад Н. П. Обнорского:

Долгие годы директором библиотеки был Н. П. Обнорский, которому даже удалось организовать обмен изданиями с 51 страной мира.

Н. И. Обнорский принимал деятельное участие в создании историко-филологического факультета.

С 1932 года Н. П. Обнорский стал первым заведующим кафедрой иностранных языков Пермского университета, поддержав гуманитарную линию в период полного отсутствия в университете соответствующих факультетов. Он заведовал кафедрой до 1942 года, явившись одним из реорганизаторов историко-филологического факультета. (Её наследницей является в университете кафедра лингводидактики).
Из статьи М. А. Генкель «Я благодарна своим учителям»:

Лекции Николая Петровича Обнорского по истории античной литературы были замечательны по широте привлекаемого им историко-культурного материала…
Н. П. Обнорский преподавал нам и английский язык, дав нам весьма основательные знания… Мы начали читать романы Диккенса в подлиннике, затем перешли к Байрону.

Будучи уже больным, Обнорский в возрасте 76 лет продолжал руководить студенческим кружком и скоропостижно скончался после одного из собраний (по другим данным умер на пути от дома до университета, когда нёс тяжёлые сумки с книгами для своих студентов).
Был женат на Анне Алексеевне Конской (ум. 1924 или 1925), дочери ректора Минской духовной семинарии А. К. Конского и С. Ф. Лашковой. Имел сыновей: Николая (род. 6 апреля 1897 г.) и Алексея (род. 26 декабря 1898 г.). В Перми в феврале 1918 года у него родилась дочь Ирина (впоследствии поступившая в Пермский педагогический институт). Оба его сына (как и его брат Борис) во время Гражданской войны служили в войсках, и один погиб при невыясненных обстоятельствах в Сибири. Другой впоследствии был служащим.